# HESA Shafaq
El HESA Shafaq o Shafagh (en persa: هواپیمای شفق‎, "Crepúsculo" o "Aurora") es un proyecto de avión furtivo subsónico iraní que está siendo desarrollado por la Iran Aircraft Manufacturing Industrial Company (HESA).

## Diseño y desarrollo
Según informes, el Shafaq será un avión subsónico, pero esto puede variar. Además, las autoridades iraníes han informado que el Shafaq poseerá un recubrimiento de material absorbente de radar.
Este avión biplaza de entrenamiento avanzado y ataque parece estar basado en el "Proyecto Integral" ruso-iraní y está equipado con asientos eyectables rusos. Se informa que existen planes para producir tres versiones (una versión biplaza de entrenamiento/ataque ligero y dos versiones monoplaza de cazabombardero).
El Shafaq está diseñado por el Complejo Universitario de Aviación (AUC), parte de la Universidad de Tecnología Malek-Ashtar (MUT). En el inicio del programa, Irán recibió ayuda de Rusia y el avión fue conocido como Integral. Rusia se retiró posteriormente del programa e Irán se hizo cargo del proyecto por sí mismo, rebautizándolo Shafaq. El avión está diseñado como subsónico y está construido con material absorbente de radar. Posee una gran extensión de la raíz del borde de ataque (LERX) y una raíz trasera del ala que le da una poco usual planta circular.
Una maqueta a escala 1/7 del Shafaq completó pruebas en el túnel de viento del AUC y también se revelaron fotos que mostraban que ya se había construido un modelo real. El Shafaq se construiría con diferentes configuraciones, incluyendo un entrenador biplaza, un avión de ataque ligero biplaza y uno monoplaza. La presentación del primer prototipo estaba prevista para 2008. La avanzada cabina del Shafaq presenta MDF a color y asientos eyectables de fabricación rusa K-36D.
Según la AIO (Aerospace Industries Organisation), se esperaba que realizara pruebas de vuelo en 2017 y que llevara empenajes gemelos inclinados hacia fuera. Este tipo de diseño de cola se ha convertido en una característica aerodinámica preferida de los diseñadores iraníes, volviendo al desarrollo de la versión iraní de ingeniería inversa del Northrop F-5, el HESA Saeqeh.

## Especificaciones
Referencia datos: Trend

### Características generales
- Tripulación: Uno/dos
- Longitud: 10,8 m (35,6 ft)
- Envergadura: 10,5 m (34,3 ft)
- Altura: 4,3 m (14 ft)
- Peso vacío: 4361 kg (9611,6 lb)
- Peso máximo al despegue: 6900 kg (15 207,6 lb)
- Planta motriz: 1× turbofán Klimov RD-33.
  - Empuje normal: 50 kN (5099 kgf; 11 241 lbf) de empuje.

### Rendimiento
- Techo de vuelo: 16 780 m (55 052 ft)
- Régimen de ascenso: 110 m/s (21 653 ft/min)

### Armamento
- Misiles: Sattar, Shahbaz o Fatter

## Aeronaves relacionadas

### Aeronaves similares
- Hongdu L-15
- IAIO Qaher-313
- Yakovlev Yak-130